# 盛岡中央高等学校附属中学校
盛岡中央高等学校附属中学校は、岩手県盛岡市におく、盛岡中央高等学校の附属中学校。
中高一貫教育を行っている。

## 概要
- 東京大学、京都大学、国公立医学部の進学を目指す、東大・医進コースと、難関国公立大・私立大学の進学を目指す、特進コースの2コースによる少人数教育を行っている。
- 週5日7時間授業および土曜日の4時間授業による、授業時間数確保している。
- 校訓は「独立進取　研鑽努力」。

## 年表
- 2017年9月 - 盛岡中央高等学校附属中学校設置認可
- 2018年4月 - 盛岡中央高等学校附属中学校開校、開校式第一回入学式
- 2018年5月 - 新渡戸稲造博士胸像除幕式
- 2018年11月 - 6号館2階普通教室増設落成

## 交通アクセス
- 東日本旅客鉄道・IGRいわて銀河鉄道盛岡駅よりバス利用
  - 岩手県交通利用の場合、東口停留所9番より乗車
    - 「255　みたけ中央線」→「北陵中学校入口」下車
    - 「213　みたけ西線」→「盛岡中央高校前」下車
    - 「260　みたけ東線」→「アクロスプラザ前」下車

  - 岩手県北バス利用の場合、西口停留所25番より乗車
    - 「E03 厨川駅西口」行き→「盛岡中央高校前」下車
- IGRいわて銀河鉄道厨川駅より、徒歩10分

## 主な年間行事
- 4月　始業式、入学式、対面式、学習合宿
- 5月　前期生徒総会、東大・先進施設見学会
- 6月　6月考査、スポーツフェスティバル、台湾研修旅行（2年生）
- 7月　夏期講習、学校見学会
- 8月　盛岡さんさ踊り、CHUO国際フォーラム
- 9月　9月考査、創立記念日、復興支援
- 10月　文化フェスティバル、後期生徒総会
- 11月　11月考査、姉妹校生徒日本語研修
- 12月　冬季講習、入試
- 1月　入試
- 2月　2月考査、カナダ研修旅行（3年生）
- 3月　卒業式・終業式、卒論発表会、春季講習